# Gunung Jagung
Gunung Jagung är ett berg i Indonesien.   Det ligger i provinsen Aceh, i den västra delen av landet, 1 600 km nordväst om huvudstaden Jakarta. Toppen på Gunung Jagung är 1 679 meter över havet, eller 53 meter över den omgivande terrängen. Bredden vid basen är 0,94 km.
Terrängen runt Gunung Jagung är kuperad åt nordväst, men åt sydost är den bergig. Runt Gunung Jagung är det glesbefolkat, med 20 invånare per kvadratkilometer. I omgivningarna runt Gunung Jagung växer i huvudsak städsegrön lövskog.